# Neoparacondylactis haraldoi
Neoparacondylactis haraldoi är en havsanemonart som beskrevs av Zamponi 1974. Neoparacondylactis haraldoi ingår i släktet Neoparacondylactis och familjen Actiniidae. Inga underarter finns listade i Catalogue of Life.